# Валентин (епископ Страсбурга)
Валентин (лат. Valentinus; VI век) — епископ Страсбурга в 530-х — 540-х годах.

## Биография
В списках глав Страсбургской архиепархии Валентин назван преемником жившего в IV веке Максимина и предшественником упоминавшегося в середине VI века Солария. Скорее всего, Валентин возглавлял епископскую кафедру в Страсбурге приблизительно в 530-х — 540-х годах.
О Валентине известно только из агиографических сочинений, но содержащиеся в этих исторических источниках сведения малодостоверны. Сообщается, что, якобы, Валентин был выходцем из знатной галло-римской семьи, что он управлял епархией продолжительное время, и что его считали чудотворцем, способным исцелять как людей, так и домашний скот. В написанной жившим во второй половине X века епископом Эркенбальдом эпитафии Валентина, тот назван «достойным преемником» предшествовавших глав Страсбургской епархии, много сделавших для проповеди христианства в Эльзасе и Вогезах.
Из достоверных свидетельств о временах епископа Валентин упоминается о передаче Эльзаса в 536 году под власть франкского герцога, назначавшегося королём Австразии.
В Средневековье Валентин Страсбургский почитался как святой. Дни его памяти отмечались 6 февраля и 26 октября. Возможно, в церковных преданиях сведения о Валентине частично были заимствованы из рассказов о других одноимённых святых (например, о Валентине Ретийском). Первые свидетельства о существовании его культа относятся к X веку. О Валентине как о почитаемом в Страсбурге святом писал епископ Эркенбальд. Однако, по крайней мере с XIX века, каких-либо мероприятий по поминовению епископа Валентина в Католической церкви не производится.